# Cibola National Wildlife Refuge
Le Cibola National Wildlife Refuge est une aire protégée américaine située dans le comté de La Paz, en Arizona, et le comté d'Imperial, en Californie. Ce National Wildlife Refuge fondé en 1964 couvre 74,6 km2.